# Sainte-Soulle
Sainte-Soulle är en kommun i departementet Charente-Maritime i regionen Nouvelle-Aquitaine i västra Frankrike. Kommunen ligger  i kantonen La Jarrie som ligger i arrondissementet La Rochelle. År 2022 hade Sainte-Soulle 5 016 invånare.

## Befolkningsutveckling
Antalet invånare i kommunen Sainte-Soulle
Referens:INSEE